# Zemětřesení v Kolumbii (1999)
Zemětřesení v Kolumbii bylo zemětřesení o síle 6,2 stupně Richterovy škály, které se odehrálo 25. ledna 1999 ve 13:29 místního času a trvalo přibližně 50 sekund.
 V důsledku zemětřesení zemřelo 1 185 lidí a více než 4 750 lidí bylo zraněno. Po zemětřesení zůstalo bez střechy nad hlavou přibližně čtvrt milionu lidí.
Největší škody byly zaznamenány ve městě Armenia.